# 미얀마의 군주
미얀마의 군주는 미얀마의 역대 군주를 말한다.

## 버간 왕조(1044년~1287년)
- 버간 왕조의 군주

## 작은 왕조(1287년~1531년)
- 버고 왕조(1287년~1540년)
  - 와레루왕(1287년~1306년)
  - 신사부우여왕(信修浮, 1453년~1472년)
- 잉와 왕조(1364년~1555년)
- 라킨 왕조
- 샨 왕조
- 카친 왕조

## 따웅우 왕조(1531년~1752년)
- 떠빈슈웨티왕(1531년~1551년)
- 바인나웅왕(1551년~1581년)
- 아나욱펫룬왕(1605년~1628년)
- 따룬왕(1629년~1648년)

## 꼰바웅 왕조(1752년~1885년)
- 꼰바웅 왕조의 군주

## 영국령 미얀마(1885년~1948년)
- 영국령 미얀마

## 같이 보기
- 미얀마의 대통령
- 미얀마의 역사